# Merluccius albidus
Merluccius albidus ist eine von 15 Arten der Gattung Seehechte (Merluccius). Sie kommt im westlichen Zentralatlantik vor.

## Merkmale
Der Fisch ist generell silbern und weiß, besitzt in seiner Rückenflosse einen harten Flossenstrahl und 45 bis 51 weiche Flossenstrahlen, die Afterflosse besitzt 35 bis 41 weiche Flossenstrahlen. Der Kopf als auch das Maul des Fisches sind recht lange und groß. Sie erreichen eine maximale Körperlänge von 70 Zentimetern, für gewöhnlich werden männliche Exemplare jedoch 30 Zentimeter und weibliche 45 Zentimeter lang.

## Verbreitung

Das Verbreitungsgebiet

Merluccius albidus ist im westlichen Atlantik von Nova Scotia südlich entlang der US-Küste, im gesamten Golf von Mexiko, mit Ausnahme des nordwestlichen Kuba, in der Karibik von Puerto Rico und entlang der Mittel- und Südamerikanischen Küste von Mexiko bis nach Französisch-Guayana verbreitet. Sein vollständiger Tiefenbereich liegt zwischen 80 und 1170 Metern Meerestiefe, aber es hält sich am häufigsten zwischen 160 und 640 Metern auf. Er kommt im gesamten Verbreitungsgebiet recht häufig vor, drei Hauptbestandteile, die getrennt voneinander leben, können jedoch lokalisiert werden und zwar eine im nördlichen Atlantik, eine im nördlichen Golf von Mexiko und eine dritte im südlichen Golf von Mexiko und der Karibik. Die genaue Verteilung der Verbreitung ist schwierig auszumachen da der Fisch sich häufig am Kontinentalsockel aufhält und somit nicht von Schleppnetzen gefangen werden kann.

## Lebensweise
Dieser Fisch hält sich primär bodennahe am Festlandsockel in oberen Teilen des Hanges auf. Nachts steigen sie in seichtere Gewässer um zu fressen. Juvenile Fische ernähren sich primär von Krebstieren, anderen kleinen Fischen und Garnelen, ausgewachsene Fische von kleinen Fischen wie Laternenfischen, Sardinen und Sardellen und in seltenen Fällen von Krebstieren und Tintenfischen. Kleine Merluccius albidus können Beute des Amerikanischen Seeteufels (Lophius americanus) werden.

## Fortpflanzung
Es gibt wenig Informationen über die Fortpflanzungsbiologie von Merluccius albidus, sie laichen in einer Meerestiefe von 3 bis 550 Metern bodennahe, zweimal jährlich von April bis Juli in Neuengland und vom späten Frühling bis zum frühen Herbst im Golf von Mexiko und im Karibischen Meer. Die Eier können im Meer schwimmen und sind transparent und besitzen ein Ölkügelchen. Die Größer der Eier unterscheidet sich, 0,99 bis 1,18 Millimeter oder 1,04 bis 1,24 Millimeter je nach Literatur. Nach 6 bis 8 Tagen, in einer Temperatur von 8,9 bis 10,6 °C erfolgt das Schlüpfen. In diesem Zustand sind die Larven 3 bis 3,8 Millimeter lang. Bis zum dritten Lebensjahr wachsen die Larven rapide, mit einer von 26,5 Zentimetern erreichen männliche Exemplare die Hälfte ihrer Maturität und Weibchen bei einer Länge von 30,1 Zentimetern. Weibliche Fische leben mit 5 Jahren im Durchschnitt auch um 2 Jahre länger als ihre männlichen Artgenossen, diese erreichen meist ein Alter von 3 Jahren.

## Gefährdung
Diese Fischart besitzt ein kleines Interesse der Fischerei, er wird meist als Beifang zum Silberhecht (Merluccius bilinearis) gefangen und am Markt frisch, gefroren und geräuchert kommerziell verkauft. Genaue Fangraten existieren nicht, da diese Fische oft mit Merluccius bilinearis verwechselt und somit beide als eine Art verifiziert werden. Weil dieser Fisch so breit verbreitet ist, häufig vorkommt und keine bekannten Bedrohungen existieren, wird er durch die Weltnaturschutzunion (IUCN) als nicht gefährdet eingestuft.

## Belege
1. 1 2  Cobitis albidus auf Fishbase.org (englisch)
2. 1 2 3 4 5  Merluccius albidus in der Roten Liste gefährdeter Arten der IUCN 2017-2. Eingestellt von: McEachran, J.D., Polanco Fernandez, A. & Russell, B, 2013-01-29.
3. 1 2  Sukwoo Chang, Peter L. Berrien, Donna L. Johnson, and Christine A. Zetlin: Essential Fish Habitat Source Document: Offshore Hake, Merluccius albidus, Life History and Habitat Characteristics NOAA Technical Memorandum NMFS-NE-130, September 1999 (S. 1–5. (Memento des Originals vom 17. Mai 2017 im Internet Archive)  Info: Der Archivlink wurde automatisch eingesetzt und noch nicht geprüft. Bitte prüfe Original- und Archivlink gemäß Anleitung und entferne dann diesen Hinweis.).